# Aglossosia griseoargentea
Aglossosia griseoargentea là một loài bướm đêm thuộc phân họ Arctiinae, họ Erebidae.